# 中国话剧金狮奖
中国话剧金狮奖，原振兴话剧奖，简称金狮奖，始建于1989年，是中华人民共和国政府颁发的最高话剧类奖项， 也是中国话剧艺术唯一的专业奖项，隶属于中宣部、文化部、每3年一届，颁发给从事话剧艺术工作并做出卓越贡献的话剧工作者。

## 奖项
该奖分为10个小奖项：
- 剧目奖
- 小剧场剧目奖
- 儿童剧奖
- 表演奖
- 导演奖
- 舞台美术奖
- 编剧奖
- 评论奖
- 经营管理奖
- 荣誉奖

## 届次
2012年，在湖北省武汉市东湖国际会议中心举办，表演奖得奖者一共56人。莫言、万方等14人获得编剧奖，蓝天野等5人获得荣誉奖，《信仰》、《我们的荆轲》等获得剧目奖，夏晓华获得经营管理奖。
 哈尔滨话剧院舞美设计 王宏刚获得舞台美术奖，